# Jon Gorrotxategi Etxaniz
Jon Gorrotxategi Etxaniz (Éibar, Guipúzcoa, 2 de septiembre de 2002) más conocido como Jon Gorrotxategi, es un futbolista español que juega como centrocampista en el Club Deportivo Mirandés de la Segunda División de España, cedido por la Real Sociedad de Fútbol.

## Trayectoria
Nacido en Eibar, Guipúzcoa, Gorrotxategi se unió a las categorías inferiores de la Real Sociedad en 2017, procedente de la SD Eibar de su ciudad natal. 
El 18 de octubre de 2020, hizo su debut con la Real Sociedad C en la Tercera División de España en un partido ante el Gernika Club. Gorrotxategi se convirtió en titular habitual la Real Sociedad C durante la temporada 2021-22.
El 21 de julio de 2023, fue ascendido a la Real Sociedad B de la Primera Federación y renovó su contrato hasta 2027.
El 9 de agosto de 2024, Gorrotxategi fue cedido al Club Deportivo Mirandés de la Segunda División de España. Hizo su debut profesional siete días después, comenzando con una victoria en casa por 1-0 sobre el Córdoba CF.

## Clubes
| Club            | País   | Año             |
| --------------- | ------ | --------------- |
| Real Sociedad C | España | 2020-2022       |
| Real Sociedad B | España | 2022-Actualidad |
| CD Mirandés     | España | 2024-Actualidad |